# 크리스마스 정전

1914년 크리스마스 정전 동안 무인지대에서 서로 만난 영국군과 독일군.

크리스마스 정전(영어: Christmas truce)은 제1차 세계 대전이 한창이던 1914년 크리스마스를 앞두고 서부 전선의 여러 곳에서 있었던 비공식적 정전이다.
당시 독일군과 이에 맞선 영국-프랑스 연합군 양측은 10월까지 있었던 바다로의 경주와 그 결과 발생한 제1차 이프르 전투 이후 전략 재검토가 필요한 상황이었고 이에 따라 서부 전선은 소강 상태에 있었다. 크리스마스가 다가오자 전선의 여러 곳에선 양측 참호 사이의 무인지대에서 서로 만나 이야기를 하거나 음식을 나누는 일이 생겨났으며 어떤 곳에선 공동으로 전사자의 장례를 치르기도 하였다. 무인지대에서 만난 이들은 캐롤을 부르며 해어졌다. 당시 서로 축구를 한 장면은 크리스마스 정전의 상징이 되었다. 정전이 전선 전체에서 있었던 것은 아니어서 일부에선 교전이 계속되었지만, 그 사이 정전 지역의 병사들은 지친 몸을 회복할 수 있었다.
이듬해인 1915년에도 크리스마스 시기에 정전이 있었던 곳이 있었지만, 1914년 만큼 광범위하지는 않았다. 양측 다 지휘부가 강력히 정전을 금지하였기 때문이다. 1916년에 이르면 더 이상 크리스마스 정전이 이루어지지는 않게 되었다. 솜 전투와 베르됭 전투에서 양측이 막대한 희생자를 내었고 전장에 독가스가 살포되는 화학전이 일어나면서 전쟁은 더욱 잔혹해졌다.
서유럽에서 크리스마스 정전은 1차 대전 초기까지만 해도 그리 특별한 상황이 아니었다. 길게 참호가 놓인 전선에서는 당일 서로 간에 교전을 벌일 지 휴식을 취할 지에 대해 약속하는 "살아남은 자는 살아남은 대로"(Live and let live)의 관행이 있었기 때문이다. 정전을 약속한 날에는 전사자의 시체를 운구하고 부상병을 치료하였다. 일부 지역에서는 적군이 일을 하거나 무인지대에 모습을 드러내도 정전을 한 날엔 총격을 가하지 않았다. 이런 상황에서 크리스마스가 다가오자 이전부터 상호 교전에 소극적이던 구역에서부터 크리스마스 동안에는 정전을 맺자는 약속이 이루어졌다.
크리스마스 정전은 인류 사상 가장 참혹한 전쟁 와중에 가장 평화스러운 휴머니티를 보인 사건이기도 하다.

## 배경
제1차 세계대전이 일어난 뒤 8개월 동안 독일은 벨기에를 통하여 프랑스를 침공하여 파리 인근에 다다랐으나 1914년 9월 제1차 마른강 전투에서 진격이 저지되었다. 전투에서 패한 독일군은 엔강 계곡까지 후퇴하였고 이후 전선이 고착되었다. 프랑스-영국 연합군과 독일군 양측은 전선을 따라 깊은 참호를 파고 대치하였고 이후 전쟁은 참호전 양상을 띠게 되었다. 양측이 모두 돌파구를 찾기 위해 참호의 길이를 늘리는 바다로의 경주에 돌입한 몇 주 동안 영국군은 엔강의 군대를 플랑드르 지역으로 이동시켰고 전쟁은 소강 상태에 빠지게 되었다. 11월 무렵 양측의 참호는 북해에 다다르게 되었다.
1914년 12월 크리스마스가 다가오자 몇몇 전선에서 영국의 "여성선거권론자"가 "독일과 오스트리아-헝가리 제국의 여성들에게" 보내는 크리스마스 공개 편지가 독일 진영으로 보내졌다. 이 편지를 시작으로 크리스마스 기간에는 1914년 말까지 서로 적대하지 말자는 비공식적 정전이 약속되었다. 교황 베네딕토 15세는 1914년 12월 7일 교전 당사국 정부에 크리스마스 기간 동안만이라도 공식적인 정전을 가져 줄 것을 요청하였다. 그는 양측에 "최소한 천사들이 노래하는 동안만이라도 총성이 들리지 않도록 하자"고 호소하였다.

## 친교
전선이 소강 상태를 보이는 동안 병사들은 종종 일시 정전을 약속하고 친교 활동을 벌였다. 그들은 서로의 참호를 방문하고 이야기를 나누기도 하였다. 동부 전선에서 오스트리아-헝가리 제국의 병사로 참전하였던 프리츠 크라이슬러는 그곳에서도 개전 초기에 병사들이 러시아군과 일시적인 정전을 맺고 친교 활동을 한 바 있다고 기록하고 있다.
1914년 11월 초 서부 전선은 양측 모두 전략 전환 시점이었기 때문에 굳이 먼저 공격을 감행할 이유가 별로 없는 상태였고, 느슨해진 전선의 참호 사이로 양측 병사들이 일시적인 정전을 약속하고 서로에게 지급된 음식을 바꾸어 먹거나 만나서 담배를 나누는 일들이 일어나기 시작하였다. 한 영국군 병사는 12월 1일 일기에 독일군 하사가 아침에 자신의 참호를 방문하여 인사를 건냈다고 적었다. 프랑스군 병사들은 영국군보다 더 독일군에 대해 경계하는 편이었지만, 이들 사이에서도 일시적 정전과 친교 활동이 일어나기 시작했다. 프랑스 병사와 독일 병사들은 서로의 신문을 바꾸어 읽었다. 병사들의 이러한 비공식 정전은 장교들에 의해 제지되었다. 초급 장교로 참전하였던 샤를 드 골은 12월 7일 일지에 프랑스의 보병이 평화롭게 독일군 참호를 방문하는 "개탄스런" 일이 벌어지고 있다고 기록하였고, 프랑스 10군의 사령관이었던 빅토르 듀르발은 참호의 병사들이 마주하는 적군과 친교를 맺는 "불행한 참상"이 벌어지고 있다고 기록하였다. 비공식 정전의 또 다른 이유는 날씨였다. 비가 내리면 참호에 물이 찼기 때문에 이를 치울 때까지는 교전을 할 수가 없었던 것이다.
길게 놓인 참호 덕에 병사들은 몸을 드러내지 않고 총소리로 상대에게 의사를 전달할 수 있었다. 병사들은 총소리로 서로에게 인사를 건내기도 하였는데 이는 1914년 비공식 정전의 일반적인 방법이었다. 서로 적대 의사가 없다는 것을 확인하면 병사들은 만나서 인사를 건내고 뉴스를 주고 받았다. 독일군 병사들 가운데는 전쟁 전 영국, 특히 런던에 살았던 사람이 많았기 때문에 영어로 의사 소통을 할 수 있었고 영국 병사들은 이들에게 축구 리그의 상황이나 그간의 뉴스를 이야기 해줬다. 어떤 경우엔 영국에 남아 있는 독일군의 애인에 대한 소식을 구해 전해 주기도 하였다. 매우 평화로운 분위기가 감도는 구역에선 서로 노래를 불러 주기도 하였다. 상대 참호에서 노래 소리가 울려퍼지면 이쪽 참호에서도 화답하는 노래를 불러주는 식이었다. 스코트 근위대의 사령관 에드워드 헐스는 크리스마스 음악 콘서트를 계획하면서 독일군이 들을 수 있도록 그들의 국가를 연주하자는 기획을 하기도 하였다.

## 1914년 크리스마스
크리스마스 전날이 되자 서부전선에서 수 많은 영국군과 독일군이 크리스마스 축일을 맞아 비공식 정전에 동참했다. 독일군이 참호에 크리스마스 트리를 세우고 촛불을 밝힌 뒤 크리스마스 캐롤을 부르자 영국군은 자신들의 캐롤로 화답하였다. 양쪽 참호에서 계속하여 크리스마스를 축하하는 인사가 울려 나왔다. 얼마 지나지 않아 양측 병사들은 참호를 나와 무인지대에서 만났다. 음식, 담배, 술, 단추나 모자와 같은 작은 기념품 등의 선물이 오갔다. 양측의 대포는 포성을 멈췄다. 그 사이 무인지대에 방치되었던 양측의 전사자 시신이 운구 되었다. 병사들은 새해를 맞을 때까지는 서로 총격을 하지 않기로 약속하였다.
크리스마스 당일 프랑스 북부의 작은 마을 뇌브 샤페이유에 있던 영국 제18 보병 여단의 사령관 월터 콘그리브는 독일군과 하루 동안의 정전을 약속했다고 기록하였다. 그는 병사 한 명을 대동하고 무인지대로 나아가 독일군 장교와 악수를 하고 담배를 나눴다. 그는 독일군 저격수의 최우선 저격 대상이었기 때문에 병사는 사령관이 담배 연기를 피워올리는 내내 두려움에 떨었다. 당시 18살이 되지 않았던 병사는 이 일을 편지에 담았고, 이 편지는 크리스마스 정전의 역사적 자료가 되었다.
영국의 카툰 작가 브루스 베언스파더는 다음과 같이 썼다.
나는 그 어느 때보다 이상야릇했던 크리스마스 날을 잊을 수 없다. …… 나는 위관급 쯤으로 보이는 독일군 장교를 보았다. 기념품을 얻어야겠다고 생각하고 내가 가지고 있던 철조망 절단기를 가져와 그의 옷깃에서 단추 몇 개를 잘라 내 주머니에 넣고는 내 단추 두 개를 때어 그에게 주었다. …… 내가 마지막으로 본 건 우리 기관총수였는데, 그는 입대 전에 아마추어 이발사 노릇을 했었다. 기관총수는 어느 독일군의 부자연스럽게 길게 자란 머리카락을 깍아줬다. 그가 목덜미에 이발기구를 대고 있는 동안 독일군은 참을성 있게 무릎을 꿇고 있었다.

런던 소총 여단의 열아홉 된 병사 헨리 윌리엄슨은 그의 어머니에게 보낸 편지에 다음과 같이 썼다.
어머니, 참호에서 이 편지를 써요. 지금은 아침 11시예요.  저는 얼어붙고 경사진 축축한 참호 바닥에 몸을 숙이고 총구만 하늘을 노리게 하고 있어요. 제 입에는 메리 공주님이 하사하신 파이프가 물려 있고요. 파이프 안에는 담배가 채워져 있죠. 당연하겠지 하고 말씀하시겠지만, 이 담배는 독일군이 준 거예요. 하하, 참호에서 독일군을 포로로 잡았니 하고 물으시겠죠. 맙소사, 아니예요! 독일군 병사가 줬어요. 예, 살아있는 독일군 병사가 그쪽 참호에서 직접 건내 줬다고요. 어제 영국군과 독일군은 참호 사이 터에서 만나 악수를 하고 기념품을 나눴어요. 예, 크리스마스 선물이요. 참 멋진 일이지 않아요?

에드워드 헐스 대위는 서퍽에 연인과 3.5 마력 오토바이를 남기고 온 독일군을 만났다며 놀라워했다. 헐스 대위는 "그 독일군과 올드 랭 사인을 영어, 스코트어, 아일랜드어, 프로이센어, 뷔르템베르크어, 그 밖의 할 수 있는 모든 말로 계속해서 불렀다면서 만약 자신이 이것을 영화로 봤으면 맹세코 거짓말이 심하다고 했을 것"이라는 기록을 남겼다.
왕립 슈롭셔 경보병대의 로버트 마일스 대위는 왕립 아일렌드 소총대로 전입한 뒤 크리스마스 정전을 맞이한 경험을 《데일리 메일》과 《웰링턴 저널 앤 슈루스버리 뉴스》에 기고하였다. 그는 정전 직후인 1914년 12월 30일 전사하였고, 그의 기고문은 사망 후인 1915년 1월에 게재되었다.
크리스마스인 금요일, 우리는 상상도 하기 힘든 매우 특별한 크리스마스를 맞았다. 그 누구도 준비하지 않았고 누구도 지시하지 않았지만 전선의 양측은 모두 완벽히 이해하고 조심스레 정전 상황을 살펴볼 수 있었다. 재밌는 일은 이 일이 우리가 있는 지역에서만 그랬던 것 같지는 않다는 점이다. 우리가 있는 전선의 오른쪽과 왼쪽 모두 총성이 멎었고 환호가 쏟아지는 것을 들을 수 있었다. 일은 성탄 전야에 시작되었다. 몹시 추운 밤이어서 하얗게 얼어붙었다. 어느 순간 독일군이 우리에게 "메리 크리스마스, 영국인!"를 외쳤다. 당연히 우리도 화답했고 양측 모두 많은 사람들이 무기를 놓고 참호를 나와 무인 지대로 향했다. 양측에서 모여든 사람들은 모두 성탄절인 오늘 자정까지는 서로에게 총을 쏘지 않기로 약속했다. 사람들은 모두 금세 친구처럼 대했다.(우리는 그들이 우리 쪽 참호로 너무 다가오지 않도록 말렸다.) 그리고 담배를 나누어 피우고 더할 바 없는 친근함을 느꼈다. 밤새 총성은 단 한 번도 울리지 않았다.

그는 독일군에 대해 "그들은 전쟁에 신물이 나 있었고 왜 싸우는지 알지 못했다"면서 스스로도 크리스마스 정전이 지나고 나면 어떻게 다시 그들과 싸울 수 없을 것 같다는 심경을 토로하였다.
블랙 워치 소속이었던 알프레드 안데르슨은 2003년 마지막으로 생존한 1차 대전 참전 군인으로서 언론과 인터뷰를 하면서 1914년 크리스마스 이브와 당일 이틀에 걸쳐 있었던 크리스마스 정전에 대해 다음과 같이 회고하였다.
저는 그 고요함을 기억해요. 침묵의 소리가 감돌았지요. 경계병만이 자신의 역할을 하고 있었어요. 우리는 모두 머물고 있던 농가를 나와 조용히 듣고 있었어요. 그리고 당연히 집에 있는 가족들을 생각했죠. 그 때 저는 두달가량 참호에 있었는데 언제나 총알이 날아가는 소리, 기관총 소리, 독일군의 목소리 따위가 그치지 않았거든요. 하지만 그날 아침엔 정말 죽은 듯이 고요했어요. 오른편 너머로 멀리까지 들판을 볼 수 있었죠. 우리는 "메리 크리스마스"라고 소리쳤어요. 그 상황에서 누구도 기쁘지는 않았지만 말이죠. 늦은 오후가 되자 고요함은 사라지고 다시 총성이 울리고 서로 죽이기 시작했어요. 그건 정말 끔찍한 전쟁 중에 잠깐 동안 있었던 평화였지요.

독일군 중위였던 요하네스 나임만은 "나는 쌍안경을 쥐고 우리 병사들이 적군과 담배며 과자, 초콜렛을 나누는 모습을 지켜보았다"고 기록하였다.
영국군 제2군 사령관 호러스 스미스-도린은 병사들에게 적군인 독일군과 친밀하게 지내는 것을 금지하였다. 당시 크리스마스 정전이 이루어진 전선에는 독일군 제16 바바리아 예비 보병대에 소속되어 있던 아돌프 히틀러도 있었다. 히틀러는 동료 병사들이 적군과 친교를 맺는 것을 보고 '독일 정신'이 다 사라졌다고 불평하였다.
프랑스군과 독일군 사이에서도 크리스마스 정전이 있었지만 영국군만큼 확산되지는 않았다. 프랑스군이었던 제르바이 모릴롱은 부모에게 보낸 편지에서 "독일군이 백기를 흔들며 '카마라데스, 카마라데스, 렌데츠-부'하고 외치며 다가 왔어요. 그들은 총을 들지 않았고 지휘관을 따라 다가 오고 있었고 우리는 움직이지 않았죠. 얼마나 되는 숫자였는 지는 모르겠지만 많았어요. 이 이야기는 다른 사람에겐 하지 마세요. 이건 우리 편 병사들에게도 하면 안되는 이야기예요"라고 썼다. 구스타프 베르티에는 "크리스마스 날 독일군이 우리에게 뭔가 할 말이 있다는 신호를 보냈다. 총격을 하고 싶지 않다고 하면서. 독일 병사들은 전쟁에 지쳐 있었고 나처럼 결혼도 했다. 그들도 프랑스인이나 영국인하고 그리 다를 게 없었다."라고 기록하였다.
이제르 전선에서는 벨기에군과 독일군 사이에 크리스마스 정전이 있었다. 벨기에군의 병사들은 당시 독일이 점령하고 있는 벨기에의 가족에게 건낼 편지를 독일군에게 부탁하였다.
보주산맥의 요충지인 베른하르트스타인에서 독일군으로 복무하였던 리차드 쉬르만은 1915년 12월 "크리스마스 종소리가 전선 뒤편 보주 계곡에서 울려퍼지자 …… 놀라운 일이 일어났다. 독일과 프랑스가 총격을 멈추고 평화를 이루었다. 그들은 서로의 참호를 방문하여 와인, 코낵, 담배를 함께 나누고 품퍼니켈과 비스켓, 햄을 먹었다. 전쟁만 아니었다면 그들은 크리스마스 이후로도 좋은 친구로 남을 수 있었을 것이다."라고 적었다. 리차드 쉬르만은 전쟁 후인 1919년 최초의 유스호스텔을 열었다.

### 축구 경기
크리스마스 정전 동안 서부 전선의 무인지대 이곳 저곳에서 축구 경기가 열렸다. 이 축구 경기 소식은 소총 여단의 군의관이 《타임스》에 기고하여 1919년 1월 1일 신년 기사로 실렸다. 득점, 활약한 선수의 이름과 같은 경기 이야기는 해가 바뀌어도 계속해서 전선에서 회자되었다. 영국의 작가 로버트 그레이브스는 이 이야기에서 영감을 받아 소설을 지었고 1962년 출간하였다. 그레이브의 이야기 속에서 경기는 3-2로 독일군이 이긴다.
1984년 역사학자 말콤 브라운과 셜리 시튼은 1914년 크리스마스 정전 때 있었던 축구는 제대로 된 경기장을 마련할 수 없었기 때문에 그저 공차기에 가까운 것이었다고 말했다. 하지만 뒤에 소문이 돌면서 이것 저것 이야기에 살이 붙었다는 것이다. 전 서부전선협회 의장이자 《정전: 전쟁이 멈춘날》을 쓴 크리스 베이커도 영국군 쪽에서는 축구 경기를 했다는 이야기들이 돌았지만, 독일군 쪽에서 이런 이야기가 떠돈 적은 없다고 하면서 아마도 영국군 참호로 넘어온 독일군들이 간단한 공놀이를 함께 즐겼을 것이라는 의견을 밝혔다. 제13 작센 보병 연대의 중위 쿠르트 체미쉬는 "영국군이 자신들 참호에서 축구공을 가져왔고 우리는 함께 게임을 하였다. 믿기 어려울 정도로 놀라운 일이었고 참으로 이상한 일이었다."고 적었다. 2011년 마이크 대쉬는 크리스마스 당일 있었던 축구 경기는 대부분 자국 병사들 사이에서 이루어 진 것이지만, 적군과 경기를 펼친 것도 서너 사례가 확인된다고 언급하였다.

### 동부 전선
동부 전선에서도 오스트리아-헝가리군과 러시아군 사이에 비슷한 정전이 있었다. 계급을 알 수 없는 오스트리아 장교가 러시아군측에 정전을 제안했고 양측이 무인지대에서 만났다.

## 언론 보도
당국이 엠바고를 요청했기 때문에 언론들은 12월 31일까지 이 일을 보도하지 않았다. 심지어 미국 네브라스카주의 지역 신문이었던 《레드 클라우드 치프》는 12월 31일 보도에서 교황의 요청에도 불구하고 크리스마스 정전은 실현되지 않았다고 보도하였다. 맨 처음 엠바고를 깬 곳은 미국의 《뉴욕 타임스》였고 그 뒤로 영국 언론들이 재빨리 뒤를 이어 보도했다. 1915년 1월 8일 《데일리 미러》와 《데일리 스케치》가 크리스마스 정전을 묘사한 삽화를 개제하였다. 언론 보도는 크리스마스 정전에 대해 매우 긍정적이었다. 《타임스》는 양측에 놓인 "악의가 깨졌다"고 보도하였고, 《데일리 미러》는 "불합리한 비극"이 재개되는 것을 개탄하였다. 작가인 데니스 윈터는 크리스마스 정전에 대한 책을 쓰면서 당시 전선에서 있었던 실제 상황은 검열에 의해 걸러졌으며 제대로 된 이야기가 나온 것은 전쟁 후 처들레프 대위가 《텔레그래프》에 기고한 것이 최초라고 보았다.
프랑스는 전시 언론 검열로 단 한 줄의 보도도 없었다. 단지 부상병들이 병원에서 주고 받는 이야기를 통해 소문만 무성할 뿐이었다.

## 이어진 정전

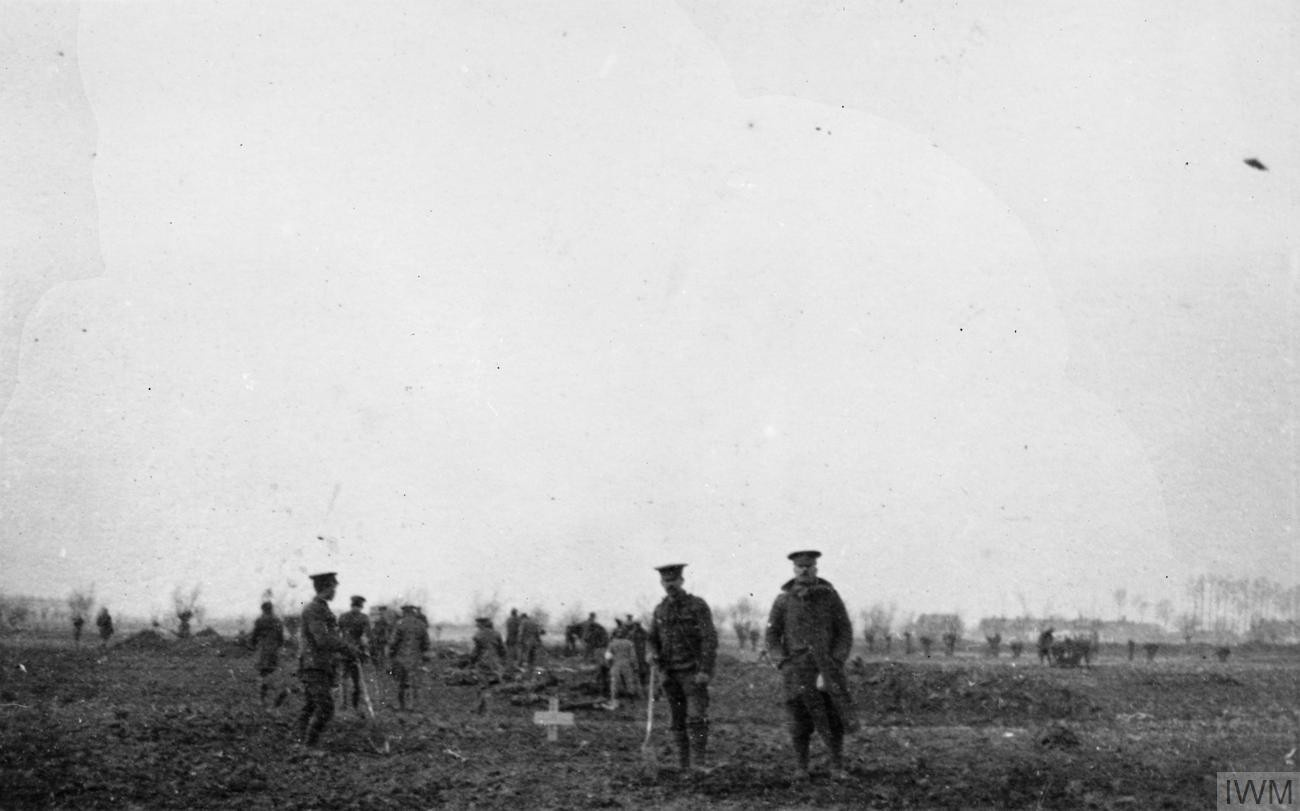
1914년 12월 18일 교전으로 사망한 전사자들을 수습하는 영국군과 독일군

1914년 이후로도 축일 정전은 이어졌지만 규모는 그리 크지 않았다. 1915년 부활절 독일군은 자신들의 참호에 정전 깃발을 걸었지만 영국군은 그들에게 정전을 받아들이지 않는다고 경고하였다. 1915년 11월 작샌 병사들은 리버풀 여단과 비공식적인 정전을 갖고 친교활동을 하였다. 12월이 되자 연합군 사령부는 지난해와 같은 정전을 맺어서는 안된다는 명령을 반복하여 내려보냈다. 그러나 전선의 일부 지역 참호에서는 크리스마스가 오자 병사들끼리 명령을 어기고 신호를 주고 받아 사적인 정전을 맺고 교전을 하지 않았다. 동부전선에서는 1915년 정교회를 신봉하는 병사들끼리 부활절 정전을 맺었다. 네스토스강의 그리스군 진영에서 참전한 불가리아의 작가 요르단 요브코프는 《성스러운 밤》에서 자신이 목격한 병사들 사이의 정전을 다뤘다.
서부 전선에 참전하였던 웨일스의 소설가 레웰린 윈 그리피스는 1915년 크리스마스에도 양쪽의 병사들이 무기를 놓고 무인지대에서 만나 캐롤을 부르고 선물을 나눴다고 기록하였다. 이들은 장교들이 부름에도 아랑곳 않고 크리스마스 날 축구를 하였다. 그러나 그날 오후 다시 총격이 시작되었다. 영국측 참전 군인 로버트 키팅은 크리스마스 밤이 오자 독일군은 성탄의 별을 세우고 캐롤을 불렀고 이어서 영국 병사들은 희망과 영광의 땅, 할렉의 사나이들과 같은 군가를 불렀다고 기록하였다. 양측은 동이 틀 때까지 노래를 주고 받았다.
1916년과 1917년의 12월에는 영국군과 독일군 사이에 크리스마스 정전이 있었다는 기록이 없다. 그러나 프랑스군 진영에서는 몇 곳에서 캐롤과 선물을 주고 받았다.

## 영향

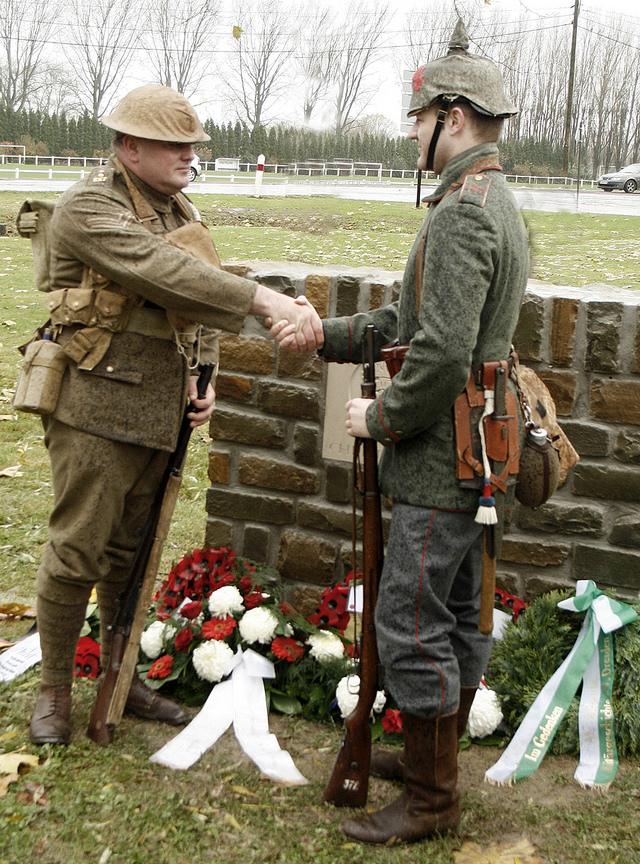
2008년 크리스마스 정전을 기념하는 영국과 독일의 참전 군인

1914년 크리스마스 정전은 대중들에게 낭만적 평화로 비취어졌다. 한편 전선의 병사들 사이에서는 전쟁에 협력하지 않는 움직임이 일었다. 토니 애시워스는 자신의 책에서 전장에 널리 퍼져 있던 병사들 사이의 관행인 "살아남은 자는 살아남은 대로" (Live and let live)가 어떻게 이루어졌는 지를 설명하였다. 병사들은 건너편 참호에 적병이 보이더라도 그가 식사를 하고 있거나 차를 마신다던가 몸을 씻을 때는 쏘지 않았다. 또한 교전이 있고 난 뒤 전사자를 수습할 때에도 서로 총격을 하지 않는 관행을 만들었다. 애시워스는 이 관행 덕분에 병사들은 한바탕 교전을 치른 뒤 살아남았다면 그 날 하루는 온전히 살아 있을 수 있었다고 말한다. 이러한 관행 속에서 1914년 크리스마스 정전은 아주 특별한 것은 아니었지만, 당시 이어지던 전선에서의 명령 거부, 후방의 반전 시위와 파업 등과 함께 전쟁에 협력을 거부하는 운동과 맥이 닿아 있다.
나치는 독일을 군국주의화 하면서 병사들의 전쟁 거부를 방지하고자 하였다. 나치 선동 작가 하인츠 스테구바이트는 1933년 크리스마스 정전을 소재로 한 《피터만이 만든 평화》라는 희곡에서 1차 대전 당시 매해 크리스마스 때 참호에 크리스마스 트리가 새워지고 불을 밝히면 저격병이 나무 밑 독일군을 쏘았다고 선동하였다.
2차 대전이 끝난 뒤에도 크리스마스 정전은 전쟁터에서 피어난 휴머니티의 사례로 자주 소개되었다. 2005년 크리스마스 정전을 소재로 한 영화 《메리 크리스마스》가 제작된 바 있다.

## 참고 자료
- Ashworth, Tony (2000). 《Trench Warfare 1914–1918: The Live-and-Let-Live System》. London: Pan. ISBN 0330480685.
- Brown, Malcolm (2004). 《1914: The Men Who Went to War》. London: Sidgwick & Jackson. ISBN 0-283-07323-3.
- Brown, Malcolm; Seaton, Shirley (1984). 《Christmas Truce: The Western Front, 1914》. New York: Hippocrene Books. ISBN 0436071029.
- Brown, Malcolm, 편집. (2007). 《Meeting in No Man's Land: Christmas 1914 and Fraternization in the Great War》. London: Constable. ISBN 978-1-84529-513-4. Originally published in French as Frères des Tranchées, 2005; containing:
  - Brown, Malcolm (2005). “The Christmas truce 1914: The British Story”.
  - Cazals, Rémy (2005). “Good Neighbours”.
  - Ferro, Marc (2005). “Russia: Fraternization and Revolution”.
  - Mueller, Olaf (2005). “Brother Boche”.
- Dunn, Captain J. C. (1994). 《The War the Infantry Knew 1914–1919: A Chronicle of Service in France and Belgium》. London: Abacus. ISBN 0-349-10635-5.
- Riley, Jonathon (2017). “'Everyman's land': The Second Christmas Truce, 1915”. 《Welsh History Review》 28 (4): 711–22. ISSN 0043-2431.
- Weintraub, Stanley (2001). 《Silent Night: The Story of the World War I Christmas truce》. London: Pocket. ISBN 0-684-86622-6.
- Blom Crocker, Terri (2015). 《The Christmas Truce: Myth, Memory, and the First World War》. University Press of Kentucky. ISBN 978-0-8131-6615-5.
- Eksteins, Modris (2000). 《The Rites of Spring》. New York, NY: Mariner Books. ISBN 978-0-395-93758-7.
- Michael, Jürgs (2005). 《Der kleine Frieden im Großen Krieg: Westfront 1914: als Deutsche, Franzosen und Briten gemeinsam Weihnachten feierten》 [The Little Peace in the Great War Western Front 1914 when Germans, French and British celebrated Christmas Together]. München: Goldmann. ISBN 3-442-15303-4.
- Riley, Jonathon (2017). “The Second Christmas Truce, 1915”. 《Transactions of the Honourable Society of Cymmrodorion》. n.s. 23: 127–139. ISSN 0959-3632.
- Snow, Michael (2009). 《Oh Holy Night: The Peace of 1914》. ISBN 978-1-61623-080-7.